# كاريري
كاريري هي كومونا في مقاطعة ريدجو كالابريا في منطقة كالابريا الإيطالية وتقع على بعد حوالي 90 كيلومتر (56 ميل) جنوب غرب قطنصار وحوالي 40 كيلومتر (25 ميل) شرق ريدجو كالابريا واعتبارًا من تاريخ 31 ديسمبر 2004 ، كان عدد سكانها 2427 نسمة ومساحتها 38.2 كيلومتر مربع (14.7 ميل2) . تقع كاريري على حدود البلديات التالية: بينيستاري وبلاتي وسان لوكا وسانتا كريستينا دسبرومونتي .